# 방촌동
방촌동(芳村洞)은 대한민국 대구광역시 동구의 법정동·행정동이다. 행정동 방촌동과 해안동이 각각 일부를 관할한다.

## 유래
고려시대에는 풍요롭고 살기 좋은 마을이라고 격양동으로 부르다가 조선시대 중엽부터는 방촌천 좌우에 떡버들나무가 숲을 이루져있으며, 류광촌이라 칭하였으나, 대한제국 시대부터는 과수나무 꽃이 향상 피어있는 꽃봉오리 방(芳)자와 촌란 촌(村)자를 써서 "방촌"이라 명하게 되었다고 전해오고 있다.

## 역사
- 조선시대 방촌동/격양동
- 1895년 음력 윤5월 1일 대구부 대구군 해동촌면 방촌동/격양동[1]
- 1896년 8월 4일 경상북도 대구군 해동촌면 방촌동/격양동[2]
- 1910년 10월 1일 경상북도 대구부 해동촌면 방촌동/격양동
- 1914년 4월 1일 경상북도 달성군 해안면 방촌동[3]
- 1940년 7월 1일 경상북도 달성군 동촌면 방촌동
- 1958년 1월 1일 경상북도 대구시 방촌동 (동촌출장소 관할)[4]
- 1963년 1월 1일 경상북도 대구시 동구 방촌동 (동부출장소, 동촌출장소를 동구로 승격)[5]
- 1963년 1월 16일 재설치한 동촌출장소 관할[6]
- 1976년 8월 1일 동촌출장소가 시직할로 승격[7]
- 1980년 4월 1일 동촌출장소 폐지
- 1981년 7월 1일 대구직할시 동구 방촌동[8]
- 1995년 1월 1일 대구광역시 동구 방촌동

## 주거
| 단지명           | 건설사     | 시행사 | 주소               | 입주        | 비고 |
| ---------------- | ---------- | ------ | ------------------ | ----------- | ---- |
| 강촌마을 우방1차 | ㈜우방     | ㈜우방 | 동구 화랑로80길 8  | 1996년 7월  |      |
| 강촌마을 우방2차 | ㈜우방     | ㈜우방 | 동구 화랑로80길 9  | 1998년 12월 |      |
| 보성강남타운     | ㈜보성주택 | ㈜보성 | 동구 화랑로88길 30 | 1997년 11월 |      |

## 교육
- 대구동촌초등학교
- 대구방촌초등학교
- 대구용호초등학교
- 동촌중학교

## 교통
- 대구시내버스
- 대구지하철 1호선 방촌역
- 대구지하철 1호선 해안역